# Ctenorhachis jacksoni
Lo ctenorachide (Ctenorhachis jacksoni) è un tetrapode estinto, appartenente ai pelicosauri. Visse nel Permiano inferiore (Artinskiano, circa 285 milioni di anni fa) e i suoi resti fossili sono stati ritrovati in Nordamerica.

## Descrizione
Questo animale è noto solo per le vertebre e il bacino. Le vertebre articolate dell'esemplare tipo possedevano spine neurali molto allungate, simili a lame; tuttavia, queste strutture non erano lunghe quanto quelle di altri animali simili ma più derivati, come Dimetrodon e Secodontosaurus, nei quali formavano grandi vele. La pelvi era quasi identica a quella di Dimetrodon. Le somiglianze tra i due generi hanno portato gli autori della prima descrizione di Ctenorhachis a ipotizzare che quest'ultimo potesse rappresentare la forma femminile di Dimetrodon, dalle spine neurali più corte, anche se questa ipotesi è ritenuta improbabile.

## Classificazione

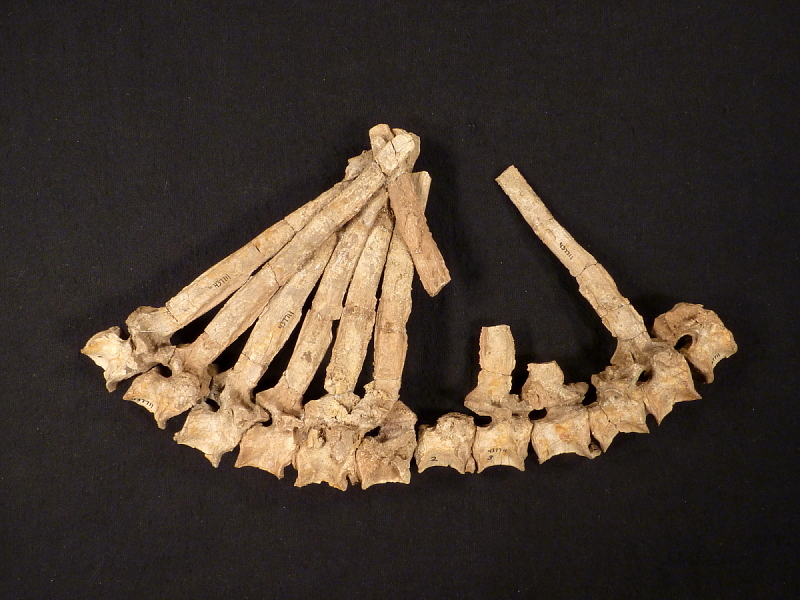
Fossili di Ctenorhachis jacksoni

Questo animale, descritto per la prima volta nel 1991, è noto solo grazie a due esemplari molto incompleti, ritrovati nella contea di Baylor e nella contea di Archer (Texas centrosettentrionale), nel Wichita Group. Ctenorhachis è considerato un rappresentante degli sfenacodonti, il gruppo di pelicosauri più derivato. In ogni caso, Ctenorhachis non sembrerebbe appartenere alla sottofamiglia Sphenacodontinae, comprendente le forme più derivate come Sphenacodon e Dimetrodon.